# Полесия
Полесия (на беларуски: Палессе, Палесьсе; на украински: Полісся; на руски: Полесье; на полски: Polesie, букв. „изобилие от гори“) е историко-географска и физико-географска област, разположена в западната част на Източноевропейската равнина. Обхваща част от горното и средното течение на река Днепър и голяма част от басейните на реките Припят и Десна, съответно десен и ляв приток на Днепър. Заема южните области на Беларус (части от Брестка, Гомелска и Могильовска област), т.нар. Беларуско Полесие, северните области на Украйна (големи части от Волинска, Ровненска, Житомирска и северните части на Киевска област, Черниговска и Сумска област), т.нар. Украинско Полесие, части от Русия (Брянска област), т.нар. Брянско-Жиздринско Полесие и малка част от Полша (Люблинско войводство), т.нар. Полско Полесие. Обща площ около 270 хил. km².

## История
За пръв път топонимът Полесия се среща в Ипатиевския летопис от 1274 година. Регионът е бил обитаван от славянските племена драговичи и древляни. През Х век е част от Киевска Рус, а през 1341 година Гедимин, велик княз на Литва, завладява Полесия. От 1569 година е в състава на Жечпосполита. След третото разделяне на Полша през 1795 година голяма част от областта е присъединена към Русия.

## Географска характеристика

### Релеф и геоложки строеж
Физикогеографската област Полесия представлява обширна низина, за която са характерни широкото развитие на преувлажнени пясъчни низини, пресечени от гъста речна мрежа със слабо врязани долини, широки заливни тераси и значително разпространение на гори, блата и заблатени земи. Мозаечната пъстрота на ландшафта се е образувала в резултат на новите тектонски пропадания, обхванали различни структури.
Северните и източните части на низината се намират основно в пределите на ясно изразени тектонските пропадания – южния склон на Беларуско-Литовския масив, Брестката низина, Полеската седловина, Припятското понижение и северните части на Днепровско-Донецката низина. В тази част релефът е плосък, на места леко хълмист. Разположението на Полесието в крайната зона на последното кватернерно заледяване е предопределило преобладаването на повърхности с водно-ледникови пясъци, рохкави пясъчно-глинести и моренни наслаги с мощност до 150 – 200 m.
Релефът в южната част на Полеската низина е много по-разнообразен в геоморфоложко отношение. В западната половина на южната част, обхващаща източните части на Лвовската падина и северната периферия на Волино-Подолската плоча, повърхността остава плоска, леко вълниста, понякога слабо хълмиста с височина 150 – 200 m. Мощността на антропогенните (кватернерни) наслаги намалява до 50 – 25 m. Близкото до повърхността залягане на основните карбонатни скали (креда, мергели) е обусловило формирането на карстов релеф. Източната половина на южната част, където на повърхността излизат гнайси, гранити и кварцити, характерни за северозападната периферия на Украинския кристалинен масив, мощността на антропогенните (кватернерни) наслаги се съкращава до 20 m и по-малко. Релефът тук придобива денудационен характер и се отличава с голяма разчлененост. Надморската височина се увеличава до 200 – 250 m, а в Овручкото възвишение до 316 m. Овручкото възвишение, Мозирското възвишение, възвишението Загороде и някои други представляват особени типове ландшафти, т.нар. ополия, изградени от льосовидни наслаги, добре дренирани, с обработваеми земи върху сиви горски почви и участъци от дъбови гори.

### Климат
Климатът в Полеската низина е умерен. Средната януарска температура варира от -4 до -8 °С, средната юлска – от 17 до 19 °С. Годишната сума на валежите е 550 – 650 mm.

### Води
За Полесието е характерно високото ниво на подпочвените води, като в тази връзка са множеството малки езера (Червоное, Вигоновско, Свитязко и др.) и изобилието от блата и заблатени земи. В средната част на Полесието от север на юг протича река Днепър с част от горното и средното си течение. Отдясно в нея се вливат реките Друт, Березина и Припят (с притоците си Туря, Стоход, Яселда, Стир, Горин, Лан, Случ, Ствига, Уборт, Птич, Словечна, Уж), Тетерев, Ирпен. Отляво в Днепър се вливат реките Сож (с притоците си Проня, Бесед, Ипут) и Десна (с притоците си Сейм, Снов, Остьор). В крайната западна част на Полесието протичат реките Западен Буг и Вепш (десни притоци на Висла) със своите притоци.

### Почви, растителност
В почвената покривка преобладават ливадно-подзолистите, торфено-блатните и ливадните почви. Около 1/3 от територията на Полесието е заета от борови гори, които съставляват около 60% ог горските масиви, с примеси от дъб, осика, смърч, глог. По заблатените участъци на речните долини се срещат гори от ела, бреза, ясен, топола. Около 1/4 от региона се заемат от ливади и пасища.

## Стопанско значение
Десетки години в Полеската низина се извършват големи мелиоративни дейности, в резултат на които значителни територии са усвоени и превърнати в обработваеми земи, върху които се отглеждат ръж, ечемик, пшеница, лен, коноп, картофи, овощи и ливади. Основните полезни изкопаеми в Полесието са: нефт и кафяви въглища, привързани към Припятската синклинала, торф, калиеви соли и др.

## Население, селища
Регионът е населен от беларуси, украинци, поляци, руснаци и др.
Главните градове са:
- Беларус – Брест, Гомел, Пинск, Мозир, Калинковичи и др.
- Украйна – Чернигов, Новгород Северски, Чернобил и др.
- Русия – Клинци, Новозибков, Унеча, Сураж и др.
- Полша – Бяла Подляска, Мендзижец Подляски, Хайнувка, Влодава и др.

## Фотогалерия
- „Полески блата“ – картина от Иван Шишкин
- „Полески пейзаж“ – картина от Иван Шишкин
- Музей на народната архитектура в село Кисоричи, Ровненска област, Украйна
- Пинск
- Гомел
- Чернигов